# Szonátaforma
A szonátaforma a zenei formavilág egyik eleme, egy zenei forma, melynek három fő része az expozíció, a kidolgozás és a visszatérés (repríz vagy reexpozíció, rekapituláció). A 18. század második felében – a korai klasszikus korszakban – kifejlődött zenei forma a klasszikus kortól a legelterjedtebb többtételes zenei műfajok, a szonáták, vonósnégyesek, zenekari szimfóniák és versenyművek tipikusan első és gyakran záró tételének formáját képezik. A zeneelméletben eltérő magyarázatokat kapott a bécsi klasszicizmus legnagyobb és legmagasabb rendű formai konstrukciója, a szonátaforma formai változása és ugyanakkor a forma általános elterjedése is, maga a zeneelméleti definíció a 19. század második felében terjedt el. A forma legmagasabb szintjének értelmezésében nincs eltérés, azaz az expozíció, kidolgozás, repríz hármas egysége általánosan elfogadott, mégis nehéz a szonátaformát egy egyszerű modellel meghatározni. A Grove Dictionary of Music and Musicians szerint a szonátaforma a legalapvetőbb és legjelentősebb zenei forma a bécsi klasszicizmustól egészen a 20. század zenéjéig.

## Kialakulása

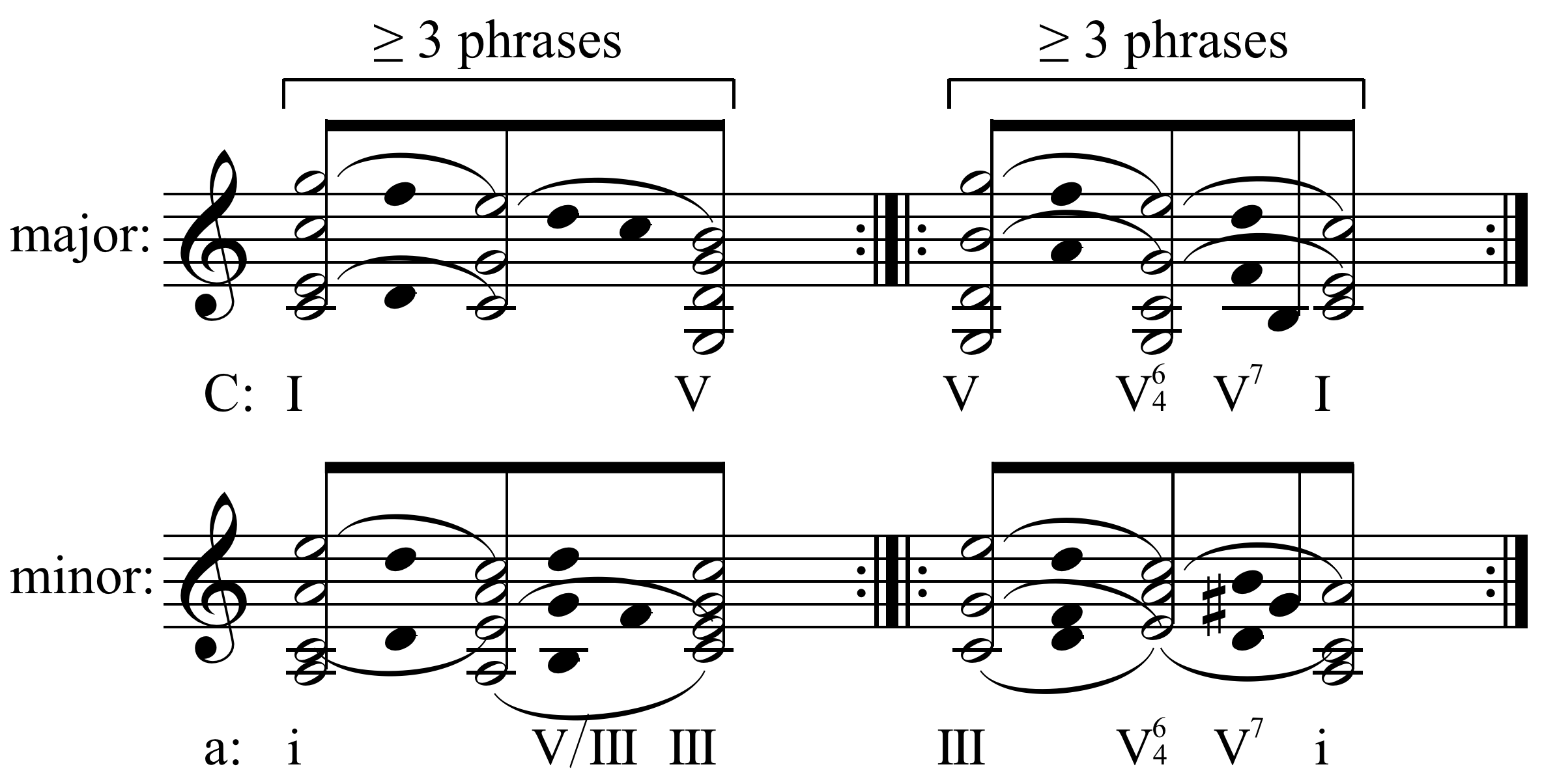
A kéttagú barokk szonátaforma harmóniai felépítése dúr ill. moll hangnemben

Bár az olasz kifejezés, a sonata gyakran használatos szonáta műfajában megírt, egytételes, hangszeren előadott kompozíciókra, mégis a kettőt érdemes elkülöníteni, azaz a 17. és 18. századi barokk szonáták zenei formája nem azonos a bécsi klasszikus művek saroktételeinek szonátaformájával, mely a többtételes művek egyetlen egy tételének belső formarendjét jelenti.
Az olasz kifejezés, a sonata a 17. században jelenik meg, ahogy a hangszeres zene fokozatosan elkülönült az énekelt művektől a cantátáktól. A sonata hangszeren előadott darabot jelent, ebben az időben a szonáta még kéttagú forma általában AABB formájú. A preklasszikus kéttagú szonátaforma korai példája Pergolesi G-dúr triószonátája (no. 3.).
A háromtagú szonátaforma kialakulásában és megszilárdulásában a 18. század második felében a mannheimi iskola második generációjához tartozó zeneszerzőknek – Franz Xaver Richter, Carl Stamitz, Franz Ignaz Beck – volt jelentős szerepük.

## A forma definíciója

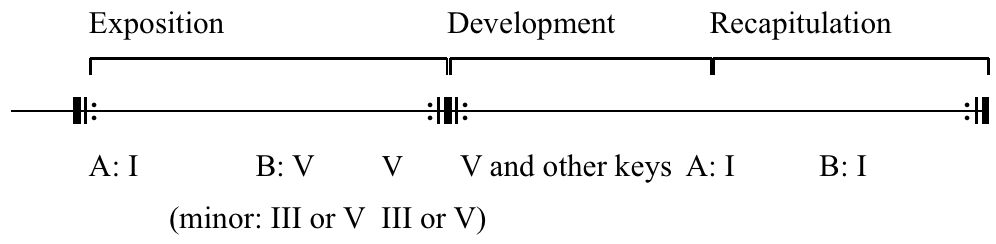
A háromtagú szonátaforma hangnemi tagolása és a kéttagú formákhoz való viszonyítása

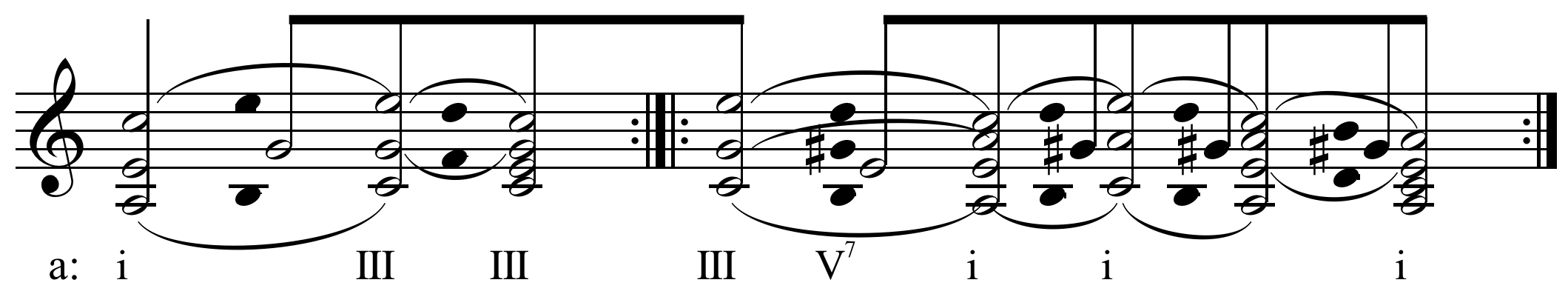
Klasszikus moll hangnemű szonátaforma harmóniai szerkezete.

A szonátaforma általános definíciója a témák és a tételen belüli hangnemek rendje által fogalmazható meg, mely a szonátaforma legfontosabb hármas egységére: az expozícióra, kidolgozásra és visszatérésre (repríz) vonatkozik. 
- Expozíció – a tétel témáinak bemutatása (főtéma, egy vagy több melléktéma, egy vagy több zárótéma; az expozíciót megelőzheti egy lassú bevezetés, az introdukció).
- Kidolgozás – az expozíció tematikus anyagának módosított, gyakran motivikusan, ritmikájában elemeire bontott, több eltérő hangnembe modulált részei.
- Visszatérés (repríz) – az expozícióban bemutatott témák újbóli megszólaltatása, a tétel vége záródhat a reprízhez kapcsolódó codával.

A 18. század végén Haydn és Mozart műveinek tételei tökéletes példái a szonátaformának, mégis teoretikusan a szonátaforma definícióját a 18. század végéig még nem használják, először  H. C. Koch  1793-ban írja le a legrészletesebben a kortárs kompozíciók zenei formarendjét, melyben az összhangzattani meghatározás dominált, a modulációk és harmóniai zárlatok, viszont a témák rendjét nem részletezi; értelmezésében a szonátaforma akár a kéttagú formához is közel állhat.
A jelenleg tanított hármas egységből álló szonátaforma meghatározását Anton Reicha a Traité de haute composition musicale című tanulmányában fejtette ki 1826-ban, majd Adolf Bernhard Marx a Die Lehre von der musikalischen Komposition című írásában 1845-ben és Carl Czerny 1848-ban.

## A formai modell részletesen

### Introdukció
Az introdukció a szonátaformában elhagyható vagy egész rövid is lehet, általában lassú bevezetés, mely fokozatosan vezet a tétel alaphangnemére. Az introdukció tartalmazhatja az expozíció témáinak elemeit is, fokozza a tétel súlyosságát, mint Mozart híres  „Disszonancia” kvartettje (KV 465), és Haydn Esz-dúr „Üstdobpergés” szimfóniája (no. 103.). Az introdukció általában a reprízben már nem szólal meg újból.
Ha a zeneszerző később a tételben mégis újból megszólaltatja az introdukció elemeit, az inkább a codában van, mint például Mozart D-dúr vonósnégyesében (KV 593) vagy Haydn Esz-dúr „Üstdobpergés” szimfóniájában (no. 103.), Beethoven Patetikus szonátájában (op. 13, no. 8.) vagy Schubert IX. szimfóniájában.
Viszont előfordul más művekben már a coda előtti újbóli megszólaltatása, ekkor inkább a kidolgozás elején, mint pl. Beethoven Patetikus szonátájában – így a Patetikus szonátában mind a kidolgozás elején mind a reprízt záró codában is megszólal az introdukció –, de Schubert I. szimfóniájában is a visszatérés elején.

### Expozíció

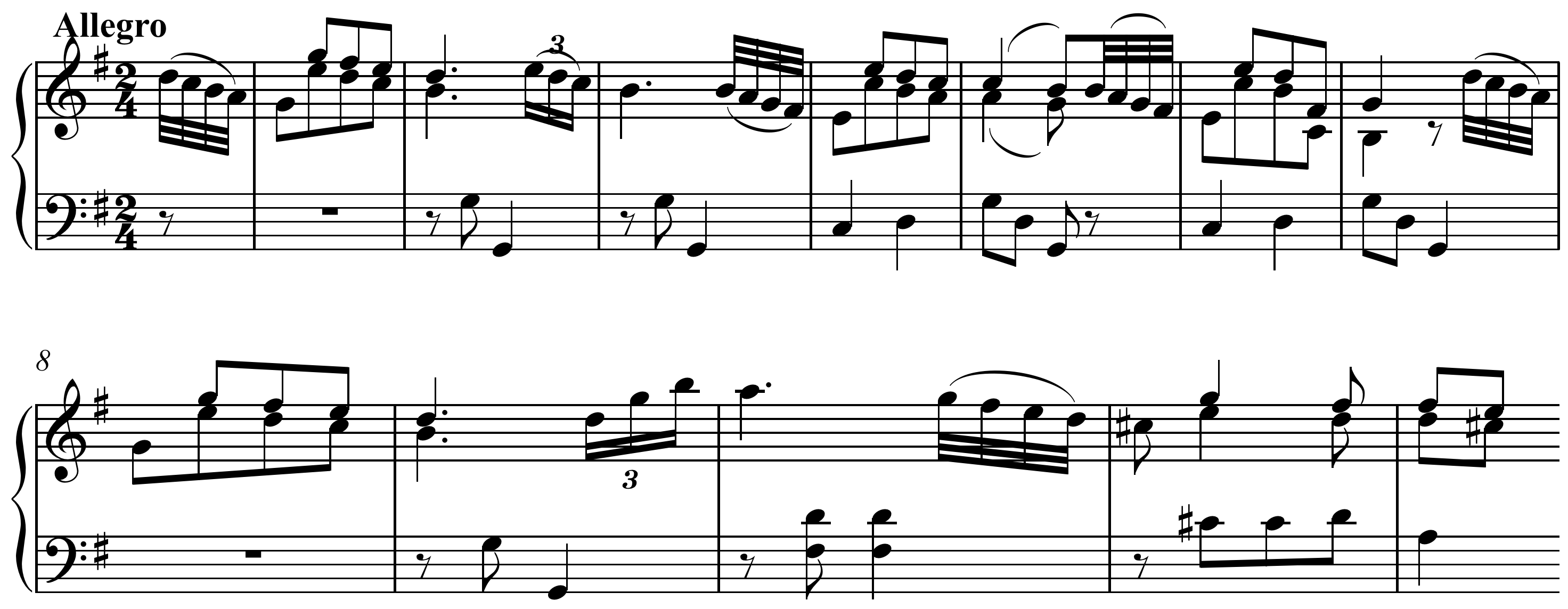
Haydn G-dúr szonáta (Hob. XVI: G1) I. tételének G-dúrban induló főtémája.

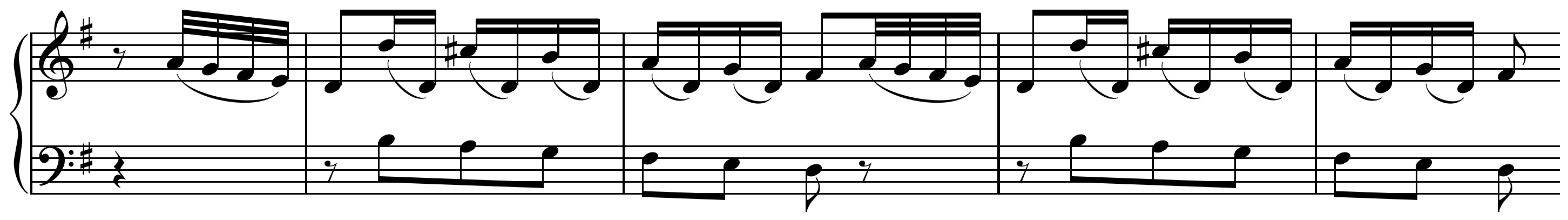
Haydn G-dúr szonáta (Hob. XVI: G1) I. tételének D-dúrban induló melléktémája.

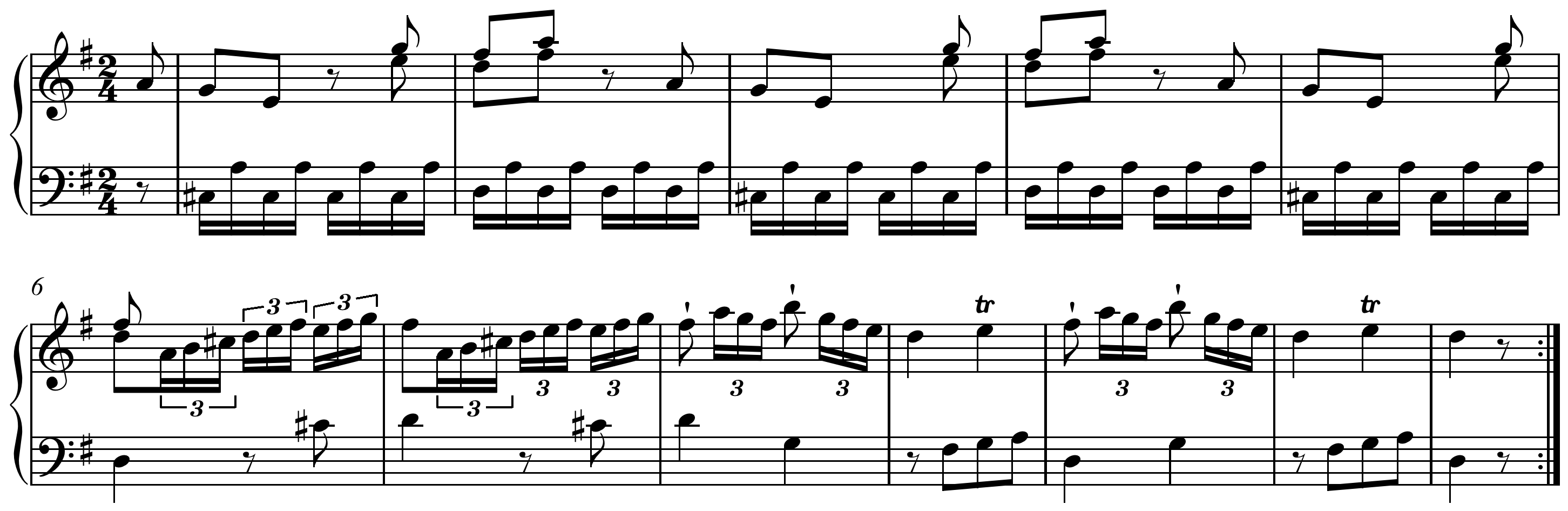
Haydn G-dúr szonáta (Hob. XVI: G1) I. tétel, a zárótéma befejezése

A tétel tematikus anyaga az expozícióban jelenik meg először, mely további részekre bontható. A legtöbb szonátaformájú tételben harmóniai és tematikus párhuzamokat lelhetünk fel, bár a 19. századtól néhány mű ettől jelentősen eltér. Az expozíció főbb részei a következők:
- Főtéma: egy vagy több téma, mely a tétel alaphangnemében szólal meg, bár néhány mű ettől eltér, általánosan egy főtéma íródik.
- Átvezetés: a szerző a főtéma hangneméből az első melléktéma hangnemébe modulál. Ha a főtéma dúr hangnemű, akkor a melléktéma általában az V. fokra épülő – a domináns – hangnemben íródik, viszont ha a főtéma moll hangnemű, a melléktéma általában a párhuzamos dúr hangnemben szólal meg.
- Melléktéma: egy vagy több melléktéma is lehet, a főtéma alaphangnemétől eltérő hangnemben. A melléktéma zenei anyaga gyakran ritmusában, karakterében eltér a főtémától (általában líraibb).
- Zárótéma: ezzel a témával zárul az expozíciós rész, hangneme megegyezik a melléktéma hangnemével. Nem minden mű tartalmaz záró témát, előfordul, hogy a melléktémával zárul az expozíció.

Az expozíciót általában ismétlik, különösen a klasszikus művekben, a szóló és kamara művekben inkább, mint a versenyművekben. Gyakran az első eljátszás és az ismétléskor az expozíció utolsó ütemei eltérnek, az első alkalommal visszavezet a főtéma hangnemébe, az ismétlésnél tovább vezet a kidolgozáshoz.

### Kidolgozás

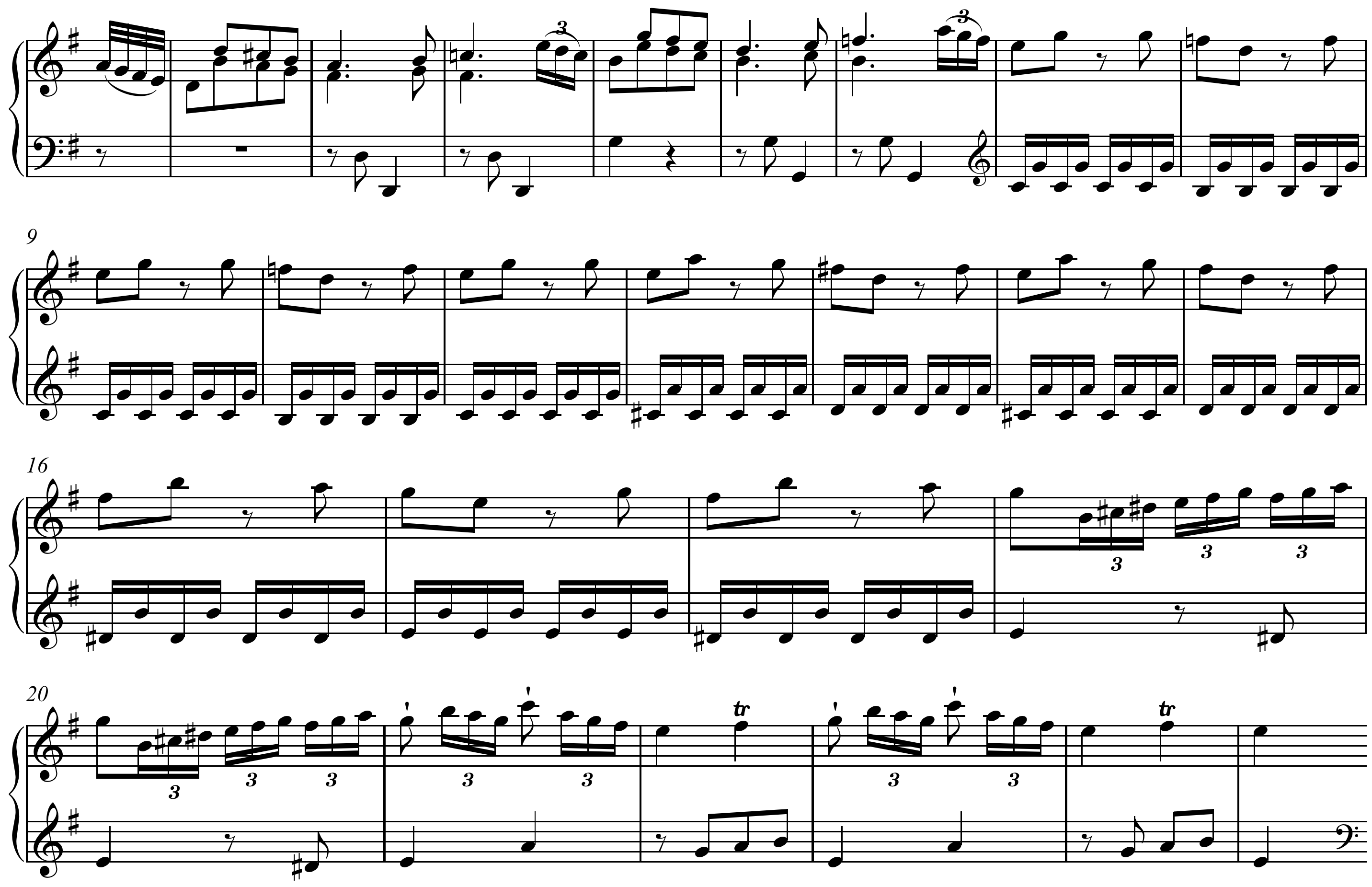
Haydn G-dúr szonáta (Hob. XVI: G1) I. tétel, kidolgozás

Általában a kidolgozás az expozíció záró hangnemében indul, a kidolgozás során a darab számos további hangnembe modulál. Az expozíció témáinak módosított, gyakran egymás mellé helyezett, vagy csak motivikus, töredezett felidézése, gyakran alterált hangokkal, de új zenei anyagot is tartalmazhat.
A kidolgozás terjedelme teljesen változó szerzőktől, művektől, korszakoktól függően. Néha rendkívül rövid – pl. Mozart Kis éji zenéje – más műveknél rendkívül hosszú, mint Beethoven. III. „Eroica” szimfóniája. Akárhogy is, a kidolgozást mindig nagyobb fokú hangnemi, harmóniai és ritmikai instabilitás jellemzi.
A kidolgozás végén a zene visszatér a mű alaphangneméhez, előkészítvén a reprízt, a visszatérés mindig a tétel súlyponti része.
A kidolgozás utolsó szakasza a visszavezetés, mely előkészíti a főtéma hangneméhez való visszatérést, gyakran hosszan elnyújtott domináns szeptim akkorddal.

### Visszatérés
A visszatérés – repríz vagy reexpozíció –, az expozíció módosított ismétlése a következő részekből állhat: 

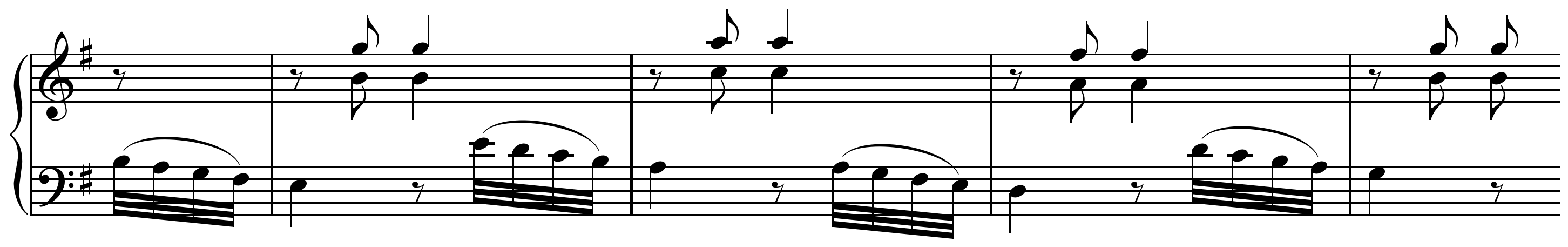
Haydn G-dúr szonáta (Hob. XVI: G1) I. tétel, repríz.

- Főtéma – normál esetben kiemelt jelentőségű a visszatérésben, általában az expozíció hangnemében szólal meg.
- Átvezetés – gyakran megjelenik új zenei anyag is a melléktéma felé vezető részben.
- Melléktéma – általában ugyanabban a formában szólal meg, mint ahogy az expozícióban elhangzott, de itt az alap hangnemben marad, viszont átváltozhat a téma dúr illetve moll hangnembe, mint Mozart g-moll szimfóniájában (no. 40. K. 550), de számos esetben a párhuzamos dúr hangnembe, mint Beethoven V. „Sors” szimfóniájának (c-moll, op. 67.) I. tételében.
- Zárótéma harmóniai lezárásával a tétel befejeződik, de a szerző folytathatja egy további egységgel, a codával.

### Coda
A coda opcionális, a visszatérés záró akkordja utáni coda a tétel zenei anyagából építkezhet, terjedelme változó, harmóniailag tökéletes autentikus zárlattal fejeződik be, és egyúttal maga a tétel is.
A hosszan elnyújtott coda egyik példája Beethoven III. „Eroica” szimfóniája, valamint rendkívül hosszú codát írt Beethoven a VIII. szimfónia fináléjában is.
A magyarázatok eltérnek a hosszú coda megjelenésének okáról. Egyik ok lehet a kidolgozás és a repríz ismétlésének elhagyása, mely a korai 18. századi szonátaformákban még megvolt. Beethoven szimfóniáiban kiterjesztette a codát gyakran újabb zenei anyag kidolgozásával is.

## A standard formától eltérő változatok

### Monotematikus expozíció
Nem feltétlenül szükséges a domináns hangnembe való eljutáshoz új zenei téma, a melléktéma, előfordul, hogy már a főtémában a szerző a domináns hangnembe modulál. Haydn gyakran élt ezzel, erre példa az Esz-dúr szonáta (Hob. XVI no. 49). Mozart is írt alkalmanként ilyen expozíciót a B-dúr zongoraszonátájában (no. 17., K. 570) vagy a D-dúr vonósötösben (no. 5., K. 593).
Ezeket az expozíciókat monotematikus expozíciónak nevezik, bár az elnevezés megtévesztő, mivel a mű tartalmazhat további témákat – melléktéma, zárótéma. Viszont van példa, bár rendkívül ritka, egyetlen témából felépített expozícióra is, mint Haydn B-dúr vonósnégyese (op. 50. no.1., Hob. III: no. 44).

### Visszatérés – repríz – „rossz hangnembe”
A visszatérésben a főtéma megjelenhet a tétel alaphangnemétől eltérő, azaz az expozícióban megszólaló hangnemtől eltérő hangnemben is, leggyakrabban a szubdomináns hangnemben. Ezeket nevezik „szubdomináns repríznek”, melyre példa Mozart C-dúr zongoraszonátája (no. 16., K. 545), illetve Mozart G-dúr vonósnégyese (no. 14., K. 387), ahol a főtéma a szubdomináns dúr-ban szólal meg, majd a melléktémánál visszamodulál az alaphangnembe. Schubert előszeretettel alkalmazta a szubdomináns reprízt, Schubert II. és V. szimfóniájának nyitótétele jó példa erre. Néha ezeket „hibás repríznek” nevezték.
Egy másik változata a szabályos hangnemi visszatéréstől eltérő repríznek az alap hangnem párhuzamos moll hangnemébe történő visszatérés, mint Haydn Esz-dúr vonósnégyese (op. 76. no. 4.), vagy Haydn g-moll szimfóniája (no. 47.).
A szonátaforma reprízének az alaphangnemtől eltérő hangnemben való megszólalása az 1820-as évektől már egyre gyakoribb.
A standard szonátaformától eltérő struktúrák számos más fajtája is létezik, a visszatérésnél elmarad a főtéma, de előfordul olyan mű is, ahol az expozíció után következő kidolgozás helyett közvetlenül a mű második tétele kezdődik. Erre példa Henryk Wieniawski II. d-moll hegedűversenye.

## Szonátaforma a későbbi zenei korszakokban
A romantikus zenében általános gyakorlattá vált a szonátaforma hangszeres zenében történő alkalmazása a versenyművekben és a kamarazenei kompozíciókban is, különösen a jelentősebbnek szánt művek esetében. A 19. századi művekben a szonátaforma kidolgozása már jelentősen eltér a bécsi klasszikus zenei formától, kicsit ironikusan megfogalmazható, mire az elméleti definíció megszületett a zeneszerzők már jelentősen átalakították a formát.
A 20. század zenéjében a zenetudósok által a hangnemi megközelítésen keresztül történt szonátaforma addigi meghatározása nem igen alkalmazható, habár a gazdag zenei törekvésekben megjelennek a szonátaformát is magában foglaló formai jegyek.

## Fordítás
- Ez a szócikk részben vagy egészben  a    Sonata form  című angol Wikipédia-szócikk ezen változatának fordításán alapul.  Az eredeti cikk szerkesztőit annak laptörténete sorolja fel. Ez a jelzés csupán a megfogalmazás eredetét és a szerzői jogokat jelzi, nem szolgál a cikkben szereplő információk forrásmegjelöléseként.